# Larry Bryggman
Arvid Laurence Bryggman, detto Larry (Concord, 21 dicembre 1938), è un attore statunitense.

## Biografia
Bryggman è nato a Concord, in California, ma è di origini svedesi; suo padre lavorava per un'azienda di insegne al neon e sua madre era un'insegnante di pianoforte. Bryggman ha frequentato il City College di San Francisco e l'American Theatre Wing di New York City. Ha fatto il suo debutto off-Broadway nel 1962, con A Summer Ghost.

## Carriera
Bryggman è noto per il ruolo del Dr. John Dixon nella soap opera Così gira il mondo, che ha interpretato dal 1969 al 2004, sebbene originariamente il personaggio fosse previsto per due soli episodi. Per il ruolo del Dr. Dixon, Bryggman ha ottenuto due Daytime Emmy Awards come miglior attore protagonista in una serie drammatica, nel 1984 e nel 1987.
Ha fatto anche diverse apparizioni importanti in film di primo piano, in particolare ...e giustizia per tutti, Die Hard - Duri a morire e Spy Game.
Nel dicembre 2004 l'immagine di Bryggman ha smesso improvvisamente di apparire nei titoli di testa di Così gira il mondo. Dopo alcune settimane, è stato rivelato che Bryggman aveva deciso di lasciare la serie dopo aver ricevuto una forte riduzione del compenso. Sebbene non sia stato fatto alcun tentativo sullo schermo per spiegare l'assenza del personaggio, alcune clip vintage di Bryggman sono state presentate nello spettacolo per il cinquantesimo anniversario della serie nell'aprile 2006. A partire dal 27 agosto 2010 Bryggman è tornato per 12 degli ultimi 16 episodi, mentre la serie terminava il suo ciclo il 17 settembre 2010. Per questi episodi finali fu data la spiegazione che il Dr. Dixon aveva lavorato alla Johns Hopkins per un certo periodo di tempo, ma era stato richiesto il suo ritorno a Oakdale Memorial dal dottor Reid Oliver per un consulto sul malato Christopher Hughes.
Nel 2005 Bryggman ha interpretato il ruolo di giudice nelle produzioni off-Broadway e Los Angeles dell'Atlantic Theatre Company della farsa di David Mamet Romance, per la quale ha ricevuto recensioni lusinghiere e una candidatura per il Drama Desk Award 2005 come miglior attore protagonista in un'opera teatrale. James C. Taylor del Los Angeles Times ha definito l'interpretazione di Bryggman "una delle più belle performance comiche viste su un palcoscenico americano in questo decennio".
Bryggman è stato candidato due volte per il Tony Award come miglior attore protagonista in un'opera teatrale; nel 1994 per Picnic e nel 2001 per Proof. È anche apparso nel cast originale di Broadway del 1976 di Checking Out.

## Vita privata
Bryggman ha sposato la sua coprotagonista in Così gira il mondo, Jacqueline Schultz, nel 1992. In due relazioni separate ha avuto tre figli: i figli Jeffrey e Michael e la figlia Heidi. Michael è morto nel 1993. Ha sposato Tracey Hanley Bryggman, assistente alla regia di Sentieri quando è nato il loro figlio Ryan; hanno avuto la loro seconda figlia, Riley, nel 2003.

## Filmografia parziale

### Cinema
- ...e giustizia per tutti (...And Justice for All), regia di Norman Jewison (1979)
- Hanky Panky - Fuga per due (Hanky Panky), regia di Sidney Poitier (1982)
- Die Hard - Duri a morire (Die Hard with a Vengeance), regia di John McTiernan (1995)
- Spy Game, regia di Tony Scott (2001)
- Side by Each, regia di Rich Allen (2008)
- Family Games, regia di Suzuya Bobo (2018)

## Premi e riconoscimenti
- Vincitore Daytime Emmy Award, Outstanding Actor in a Daytime Drama Series (1984, 1987)
- Nomination Daytime Emmy Award, Outstanding Actor in a Drama Series (1981, 1982, 1984, 1985, 1986, 1987, 1988, 1989)
- Nomination Tony Awards, nel 1994 per Picnic e nel 2001 per Proof
- Vincitore Obie Award Overall Achievement Off-Broadway (1993)

## Doppiatori italiani
Nelle versioni in italiano delle opere in cui ha recitato, Larry Bryggman è stato doppiato da:
- Gianni Marzocchi in ...e giustizia per tutti
- Eugenio Marinelli in Die Hard - Duri a morire
- Dario Penne in Spy Game
- Sandro Iovino in Person of Interest